# Dragostea și pilotul secund
Dragostea și pilotul secund (titlul original: în germană Die Liebe und der Co-Pilot) este un film de comedie est-german, realizat în 1961 de regizorul Richard Groschopp în studioul DEFA, protagoniști fiind actorii Horst Drinda, Günther Simon, Günther Haack și Wilfried Weschke.

## Rezumat
Când începe să lucreze într-un echipaj IL-14, noul copilot Horst Schubert are o surpriză jenantă. Ilse, pe care o curtase recent dându-se „comandant de aeronavă”, îi apare la bord ca stewardesă⁠(d). Dar asta nu este suficient. Horst, care este politicos și conștiincios la datorie, se dovedește a fi Don Juan în viața sa privată.
Când avionul charter aterizează la Varna, poliția bulgară este interesată de Schubert pentru că fosta sa iubită Madelon a dispărut fără urmă. Și să nu mai vorbim de proprietara de acasă, care greu mai poate gestiona multele foște și actuale prietene ale locatarului ei care numai „domn” nu-l poate numi. Comodului comandant Richard nu-i pasă de escapadele private ale copilotului său, așa că ceilalți membri ai echipajului, în special Ilse, îi iau „educația” în mâinile lor. La urma urmei, ca Horst și Ilse să devină un cuplu, este doar o chestiune de timp.

## Distribuție
- Horst Drinda – Horst Schubert, copilotul
- Günther Simon – Richard Wagner, comandantul
- Günther Haack – Lutz Hempel, telegrafistul de bord
- Wilfried Weschke – Klaus Büttner, mecanicul de bord
- Gerlind Ahnert – Ilse Lienhardt, o stewardesă
- Sylva Schüler – Ingrid, stewardesă
- Helga Piur – Gudrun, stewardesă
- Harry Hindemith – Hanke, șeful personalului de bord
- Rudolf Ulrich – Kretzschmar, șeful grupului de zbor
- Bruno Carstens – Fritz Metzler, secretarul de partid
- Jürgen Frohriep – Hans Rochlitz, copilot
- Brigitte Krause – Rit Wolf, cântăreața de șlagăre
- Angelica Domröse – Madelon Lussi, tânăra elvețiană
- Josef von Santen – Max Lussi, tatăl lui Madelon
- Marga Legal – Armgard Lussi, mama lui Madelon